# Darrington (Washington)
Darrington is een plaats (town) in de Amerikaanse staat Washington, en valt bestuurlijk gezien onder Snohomish County.

## Demografie
Bij de volkstelling in 2000 werd het aantal inwoners vastgesteld op 1136.
In 2006 is het aantal inwoners door het United States Census Bureau geschat op 1345, een stijging van 209 (18,4%).

## Geografie
Volgens het United States Census Bureau beslaat de plaats een oppervlakte van
2,5 km², geheel bestaande uit land. Darrington ligt op ongeveer 165 m boven zeeniveau.

## Plaatsen in de nabije omgeving
De onderstaande figuur toont nabijgelegen plaatsen in een straal van 32 km rond Darrington.

## Geboren in Darrington
- Bob Barker (1923-2023), tv-presentator